# San Antonio de los Buenos (Tijuana)
La delegación San Antonio de los Buenos es una demarcación territorial y administrativa del municipio de Tijuana, en Baja California, México, ubicada al oeste, suroeste geográfico de la ciudad. Es distrito suburbano caracterizado por distintas zonas habitacionales y comerciales en la ciudad.

## Historia
El Rancho San Antonio fue uno de los primeros en establecerse en el presidio de San Diego, en el siglo XIX. Estaba ubicado al oeste de lo que ahora es Tijuana, de hecho, colindaba con la propiedad de Santiago Argüello y posteriormente ocuparía algunas zonas de la actual Playas de Tijuana. 
La propiedad del Rancho San Antonio Abad se habría limitado al oeste con el Océano Pacífico , al sur con la liga 11 El Rancho El Rosario y desde 1829 se habría limitado al este con el Rancho Tía Juana . Más tarde, en 1833, estaría limitada al norte por el Rancho Melijo o Rancho de La Punta de Santiago E. Arguello , que se extiende desde la línea de colinas al sur del valle del río Tijuana en la costa norte hasta la Bahía de San Diego . La ubicación de San Antonio Abad lo ubicaría debajo de la moderna frontera mexicana a lo largo de donde El Camino Real corría hacia el norte a lo largo de la costa hasta San Diego.
Después de la guerra entre México y Estados Unidos , durante la invasión de Baja California de 1853 a 1854 por parte de William Walker, su fuerza de retirada marchó hacia el norte a lo largo del Camino Real a California, descansando en misiones arruinadas y ranchos abandonados en el camino, finalmente acampó en el Rancho. San Antonio Abad que se encuentra justo al sur de la frontera en la costa a lo largo de la carretera. Allí negoció su rendición a los funcionarios estadounidenses en San Diego. En 1856, el rancho se registró como propiedad de Eleuterio Gilbert, en una especie de censo poblacional de aquella época. Posteriormente, el rancho pasaría a manos de Santiago Argüello, expandiendo así sus terrenos hacia el sur, donde prácticamente finaliza el actual municipio de Playas de Rosarito.
En 1900 se formó la Subprefectura Política de Tijuana con su respectiva sección municipal que se dividía en ocho demarcaciones que incluían el pueblo y el rancho de Tijuana, Agua Caliente, La Joya, La Nopalera, San Antonio, Los Mochos, El Monumento, Mesa Redonda, Rosarito, El Descanso, Cueros de Venado, San Vicente, Pozo del Encino, Matanuco, Cerro Colorado, Jesús María, San Isidro, El Morro, El Carrizo, Palo Florido y Valle de las Palmas. 
Tras el crecimiento de la ciudad, en 1970 se fundaron las colonias “Salvatierra“, por parte de Marcelino Briseño Meza y Luis Méndez León; en 1971 ”Jardines del Rubí”, por Fernando J. Rodríguez Sullivan; en 1972 la regularización de la colonia ”Obrera 1.º de mayo”, localizada en el antiguo rancho “El Rubí”, autorizada a Federico Martínez Núñez y Javier Farías Arce; en 1979 el fraccionamiento “Monte de San Antonio”, a Refugio Osuna Valdez de Herrera.
En la década de 1980, hubo en La Gloria una clínica de tratamiento alternativo contra el cáncer, en la que se practicaba un tipo de cura pseudocientífica relacionada con el doctor Harry Hoxsey, consistente en una dietética determinada y consumo de juicios medicinales. El Hospital La Gloria funcionó entre 1977 y 1985, y fue clausurado por motivo de un incendio. Todo tipo de ciudadanos estadounidenses e, incluso, estrellas de Hollywood se trataron ahí.
Actualmente hay algunos proyectos inmobiliarios en dicha delegación, con distintos fraccionamientos, lo que ha generado una serie de complicaciones viales. 

## Paisaje Urbano
La delegación San Antonio de los Buenos colinda al norte con la delegación  Centro, al oeste con la delegación Playas de Tijuana, al sur con las delegaciones Playas de Rosarito y  La Presa Este y al este con la delegación  Sánchez Taboada. 
El distrito está compuesto en su mayoría por colinas altas, en su descripción natural, teniendo como elevación reconocida el Monte San Antonio, uno de los puntos más altos del oeste de la ciudad y de donde se aprecia las reconocidas antenas transmisoras de medios de comunicación como Televisa, Telemundo y Radio Latina, entre otros.  Al sur de la delegación, se constituyen diversos fraccionamientos residenciales, así como los poblados de La Gloria y La Joya, que poco a poco se incorporan en la mancha urbana. 

### Barrios o colonias
A diferencia de otras ciudades en el mundo, los barrios en México son colonias que no cuentan realmente con alguna autoridad gubernamental oficial, aunque en ocasiones se cuenta con alguna junta de colonos. Las colonias o fraccionamientos más conocidos de la delegación son las siguientes: 
Francisco Villa Obrera, Panamericano, La Gloria, La Joya, Santa Fe, Pórticos de San Antonio, El Rubí, Los Altos, 5 y 8 Hectáreas, Lomas de Tijuana, entre otros.

### Lugares de interés
Debido a que la delegación está compuesta principalmente de zonas habitacionales e industriales, no representa un distrito turístico para la ciudad, siendo más una área suburbana de Tijuana. Pese a ellos, de dicha zona destacan los siguientes lugares: 
- Centro de adiestramiento de la II Región Militar
- 28 Batallón de Infantería
- Plaza Loma Bonita
- Plaza La Pajarita
- Televisa Californias
- Baja Paintball
- Parque Xicoténcatl
- Parroquia del Señor de Misericordia
- Sobreruedas "La Villa"
- Centro Cultural y Deportivo Santa Fe II
- Parque Las Cascadas